# Национално средно общообразователно училище София
Национално средно общообразователно училище „София“ е средно училище в София.

## История
Училището е създадено през 1990 г. като експериментално (151 средно общообразователно училище с профилиране по интереси, СОУПИ) от авторски екип за педагогическо проектиране и реализация. През учебната 2002 – 2003 г. със заповед на министъра на образованието и науката училището е преобразувано в Национално средно общообразователно училище „София“ (НСОУ „София“).
Иновационният модел на училището включва за първи път в страната Педагогическа, Психологическа и Информационна служби и електронна обработка на училищната документация. Възпитателната дейност е поверена на педагог-съветници. Впоследствие са създадени Фитнес център, Център за дейности по интереси и Психологическа корекционна група за деца с обучителни и поведенчески проблеми.

## Програми и преподаватели
От създаването му до днес в НСОУ „София“ се реализират утвърдени от МОН авторски учебни програми и планове по следните профили: „Право“, „Публична администрация“, „Административно и стопанско управление“, „Организация на туризма“, „Програмни продукти и системи“, „Издателски дейности и масови комуникации“, „Здраве и екология“, „Моден дизайн“, „Художествен текстил“, „Художествена керамика“, „Дизайн на интериора“, „Аудиовизия“, „Театър“. Като лектори по профилните дисциплини са привличани утвърдени университетски преподаватели, действащи съдии, прокурори и адвокати, известни творци. Проектирането и реализирането на педагогическата дейност в училището е основано на съвременни научно-теоретически положения, характерни за образователните постижения на световната образователна практика и стратегия.

## Проекти
НСОУ „София“ сътрудничи с училища от редица европейски държави в програма „Коменски“ по проект на тема „Информационни технологии в съвременното европейско образование“.

## Химн
НСОУ „София“

Искаш ли ти всичко да узнаеш,

да научиш много за света,

да спортуваш, пееш и играеш,

тук при нас в училище ела!

Нашето училище любимо

с нашите учители добри,

дава шанс по пътя ни щастливо

да откриваме безброй звезди!

Припев:......................

Тук е интересно и различно,

тук се случват истински неща.

Като филм въртят се фантастично

епизодите на младостта.

Нашето училище любимо

вика ни отново да вървим

и да търсим огънчето живо –

как света край нас да преродим.

Припев:......................

Припев:

Национално училище „София“,

ти събираш мечтите в едно.

Ти отваряш вратите за знания

със вълшебство на златно перо.

Национално училище „София“,

радостта ти събираш сега

на децата на днешна България,

с много смях, красота, светлина.

## Възпитаници
- Вилма Стоянова – I награда в националния конкурс „Международни награди за мода „Смирноф“;
- Ивет Лалова – най-бързата бяла жена в света;
- Дафинка Костова – утвърдена водеща на здравното предаване на телевизия ББТ;
- Александра Раева – певица и моден дизайнер;
- Людмила Ковачева – многократна световна шампионка по спортна акробатика;
- Димитър Грудев – председател на Club Yong Scientists;
- Атанас Михайлов – група „Up Down“, телевизионен водещ;
- Венцислав Игнатов – председател на Централния полицейски таекуон-до клуб;
- Борис Малинов – победител в Първата национална олимпиада по „История и цивилизация“ (7 клас);
- Галина Георгиева – член на Съвета за електронни медии.